# Juan Hamilton
Juan Patricio José Hamilton Depassier (Santiago, 21 de agosto de 1927-ibídem, 7 de septiembre de 2008) fue un abogado y político demócrata cristiano chileno de ascendencia inglesa. Se desempeñó como subsecretario del Interior (1964-1966), y luego ministro de Vivienda y Urbanismo (1966-1968), durante el gobierno del presidente Eduardo Frei Montalva. Luego fue elegido senador en representación de la 10.ª Agrupación Provincial de Chiloé, Aysén y Magallanes, entre 1969 y 1973.
Posteriormente ejerció como ministro de Minería entre marzo de 1990 y septiembre de 1992, bajo el gobierno del presidente Patricio Aylwin, y regresó al Congreso como senador por la 6.ª Circunscripción, Valparaíso Costa, período legislativo 1994-2002.

## Biografía

### Familia
Nació en Santiago de Chile el 21 de agosto de 1927, hijo de Carlos Hamilton y Rosa Depassier Varas. Su hermano Eduardo, se desempeñó como secretario general de la Junta Aeronáutica Civil (JAC) entre marzo de 1948 y octubre de 1950, durante el gobierno del presidente Gabriel González Videla.
Se casó con María Luisa Velasco y, en segundo matrimonio, con Marta Atria Rawlins. Tuvo cuatro hijos.

### Estudios y vida laboral
Realizó su estudios primarios y secundarios en el Saint George's College, de Santiago y los superiores en la Facultad de Derecho de la Universidad de Chile donde se licenció en ciencias jurídicas y sociales. Su memoria de licenciatura se tituló;  Del objeto de la propiedad minera, la cual fue distinguida con el «Premio Rodolfo Castro» de la Facultad de Ciencias Jurídicas y Sociales. Se tituló de abogado el 15 de septiembre de 1950. Ejerció su profesión en Santiago y en 1950 fue abogado del Banco Sudamericano.
Como abogado fue miembro del Colegio de Abogados de Chile y hasta 1964 miembro del consejo general del mismo. También fue presidente del Club Deportivo de la Universidad de Chile, representándolo en el Consejo de Delegados de la Asociación Central de Fútbol. Además, fue socio de la «Acción Católica».

### Últimos años
En los últimos años de vida su salud se deterioró fuertemente. En mayo de 2003 fue hospitalizado en la Clínica Alemana de Santiago por un accidente casero que sufrió en el baño de su casa y que lo dejó con un traumatismo encéfalo craneano. También, en febrero de 2004 fue hospitalizado debido a alteraciones pulmonares y una arritmia cardiaca, las cuales se produjeron por un resfrío. En 2007, su estado de ánimo sufrió una baja producto de la muerte de uno de sus nietos más cercanos, Benajmín Andrews Hamilton, quien falleció en un accidente de tránsito. Hamilton falleció en la Clínica Alemana a los 81 años de edad producto de una neumonía.

## Carrera política

### Inicios
Inició su trayectoria política, ingresando a la Falange Nacional (FN) en 1945,[cita requerida] allí asumió el cargo de presidente de la Juventud de la colectividad. Siendo estudiante universitario, fue elegido delegado de la Escuela de Derecho a la Federación de Estudiantes de la Universidad de Chile (FECh) en 1948. Entre 1949 y 1950 ejerció como presidente de dicha Federación. Posteriormente ingresó al Partido Demócrata Cristiano (PDC) cuando este se formó, en 1957.

### Gobierno de Eduardo Frei Montalva
Fue subsecretario del Interior, durante el gobierno de Eduardo Frei Montalva, entre 1964 y 1966. En este cargo organizó el Servicio de Gobierno Interior y le correspondió coordinar la emergencia y reconstrucción ocasionada por el terremoto de 1965 en Valparaíso y Aconcagua.
Luego, el presidente lo nombró como ministro de Vivienda y Urbanismo —ejerciendo como segundo titular del ministerio, después de Modesto Collados (en 1965)—, cargo que desempeñó desde el 10 de agosto de 1966 hasta el 9 de octubre de 1968. También fue ministro de Minería —en calidad de subrogante (s)—, entre el 26 de mayo y el 12 de junio de 1967, y desde el 25 de mayo hasta el 16 de julio de 1968.

### Senador de la República
Tras dejar el gobierno, en las elecciones parlamentarias de 1969 fue elegido senador de la República, por el periodo legislativo 1969-1973, y reelecto —en las elecciones parlamentarias de 1973— para el periodo 1973-1977, ambos en representación de las provincias de Chiloé, Aysén y Magallanes, localidades ubicadas en la zona sur y austral del país. En ambas legislaciones fue senador reemplazante en la Comisión Permanente de Gobierno; en la de Constitución, Legislación, Justicia y Reglamento; en la de Hacienda; en la de Obras Públicas y en la de Agricultura y Colonización. Así también fue actor protagónico en la elaboración del proyecto constitucional de las tres áreas de la economía junto al senador Renán Fuentealba Moena. Esta enmienda fue uno de los problemas sujeto a negociaciones previo al golpe de Estado del 11 de septiembre de 1973. Su periodo como parlamentario se interrumpió tras la disolución del Congreso Nacional el 21 de septiembre de ese año.

### Dictadura militar y retorno a la democracia
Durante el régimen militar del general Augusto Pinochet (1973-1990), se dedicó a trabajar en la reconstrucción del PDC, el que fue declarado primero «en receso» y luego ilegal. En la década de 1980 fue presidente comunal de su partido y candidato a la presidencia del mismo en 1985 donde resultó electo Gabriel Valdés Subercaseaux. En diferentes oportunidades se desempeñó como vicepresidente, consejero nacional y estuvo a cargo del «Departamento de Relaciones Internacionales del partido», en el mismo periodo. Paralelamente, en 1977 cofundó la revista Hoy y en los años ochenta fue presidente del directorio del diario La Época. Ambos medios establecieron una férrea oposición a la administración del régimen militar.
En las elecciones parlamentarias de 1989, presentó su candidatura como senador, por la 6.ª Circunscripción, Valparaíso Costa, por el período 1990-1994. Obtuvo 112.626 votos, correspondientes al 28,52% del total de los sufragios válidos, pero no resultó electo, no obstante obtuvo la segunda mayoría.

### Gobiernos de la Concertación
En el gobierno de Patricio Aylwin asumió como su primer ministro de Minería, entre el 11 de marzo de 1990 y el 28 de septiembre de 1992.
En las elecciones parlamentarias de 1993, presentó nuevamente su candidatura al Senado, por la 6.ª Circunscripción Senatorial, Valparaíso Costa, resultando electo obteniendo 112.626 votos, correspondientes al 28,52% de los sufragios totales. En la elección aventajó a Laura Soto, del Partido por la Democracia (PPD), la misma compañera de lista que, debido al sistema binominal, lo había dejado fuera del Congreso Nacional cuatro años antes.[cita requerida]
Como miembro de la Comisión Permanente de Constitución, Legislación, Justicia y Reglamento; la de Transportes y Telecomunicaciones; y la de Minería y Energía del Senado le correspondió, entre otras cosas, tratar la Ley de Cultos (1999), promover una moción que dio origen al estatuto de expresidente (2000), otra para un proyecto de ley que derogaba la pena de muerte y la reemplazaba por presidio perpetuo calificado (2000), la supresión de la legislatura extraordinaria (2000) y votó en contra de la indicación que eliminaba la facultad que de los jueces de prohibir a los medios de comunicación que informen sobre determinados procesos judiciales.
A partir del 17 de octubre de 2004, se desempeñó como consejero del Consejo Nacional de Televisión (CNTV), permaneciendo en el cargo hasta su fallecimiento, en septiembre de 2008.

## Historial electoral

### Elecciones parlamentarias de 1969
- Elecciones parlamentarias de 1969 para la 10ª Agrupación Provincial, Chiloé, Aysén y Magallanes.[10]

| Candidato                    | Partido | Votos  | %     | Resultado |
| ---------------------------- | ------- | ------ | ----- | --------- |
| Fernando Ochagavía Valdés    | PN      | 7888   | 12,76 | Senador   |
| Alberto Brautigam Luhr       | PN      | 583    | 0,94  |           |
| Luis Hernández Tapia         | PN      | 1980   | 3,2   |           |
| Raúl Ampuero Díaz            | USOPO   | 1812   | 2,93  |           |
| Humberto Díaz Vera           | USOPO   | 220    | 0,36  |           |
| Raúl Morales Adriasola       | PR      | 7582   | 12,26 | Senador   |
| Marcos Álvarez García        | PR      | 2283   | 3,69  |           |
| Salvador Allende Gossens     | PS      | 14320  | 23,35 | Senador   |
| Alfredo Hernández Barrientos | PS      | 684    | 1,11  |           |
| Sergio Anfossi Muñoz         | PS      | 2085   | 3,37  |           |
| Néstor Donoso Molina         | PS      | 389    | 0,63  |           |
| Alfredo Lorca Valencia       | PDC     | 7142   | 11,55 | Senador   |
| Juan Hamilton Depassier      | PDC     | 11 940 | 19,3  | Senador   |
| Félix Garay Figueroa         | PDC     | 2820   | 4,56  |           |

### Elecciones parlamentarias 1973
- Elecciones parlamentarias de 1973 para la 10ª Agrupación Provincial, Chiloé, Aysén y Magallanes.[11]

| Candidato                 | Pacto                          | Partido | Votos  | %     | Resultado |
| ------------------------- | ------------------------------ | ------- | ------ | ----- | --------- |
| Juan Hamilton Depassier   | Confederación de la Democracia | PDC     | 16 107 | 18,29 | Senador   |
| Alfredo Lorca Valencia    | Confederación de la Democracia | PDC     | 13 412 | 15,23 | Senador   |
| Fernando Ochagavía Valdés | Confederación de la Democracia | PN      | 11 411 | 12,96 | Senador   |
| Raúl Morales Adriasola    | Confederación de la Democracia | DR      | 8160   | 9,27  |           |
| Carlos Morales Abarzúa    | Unidad Popular                 | PR      | 7538   | 8,56  |           |
| Adonis Sepúlveda Acuña    | Unidad Popular                 | PS      | 20 440 | 23,22 | Senador   |
| Luis Godoy Gómez          | Unidad Popular                 | PC      | 10 977 | 12,47 | Senador   |

### Elecciones parlamentarias de 1989
- Elecciones parlamentarias de 1989, para Circunscripción 6, Valparaíso Costa [12]

| Candidato                | Pacto                          | Partido | Votos   | %     | Resultado |
| ------------------------ | ------------------------------ | ------- | ------- | ----- | --------- |
| Laura Soto González      | Concertación por la Democracia | PPD     | 114 335 | 28,95 | Senadora  |
| Juan Hamilton Depassier  | Concertación por la Democracia | PDC     | 112 626 | 28,52 |           |
| Beltrán Urenda Zegers    | Democracia y Progreso          | UDI     | 69 169  | 17,51 | Senador   |
| Gonzalo Yuseff Sotomayor | Democracia y Progreso          | RN      | 68 111  | 17,25 |           |
| Eduardo Parra Bartet     | Alianza de Centro              | ILE     | 30 693  | 7,77  |           |

### Elecciones parlamentarias de 1993
- Elecciones parlamentarias de 1993, para Circunscripción 6, Valparaíso Costa [13]

| Candidato               | Pacto                                | Partido | Votos   | %     | Resultado |
| ----------------------- | ------------------------------------ | ------- | ------- | ----- | --------- |
| Beltrán Urenda Zegers   | Unión por el Progreso de Chile       | UDI     | 117 205 | 30,06 | Senador   |
| Juan Hamilton Depassier | Concertación por la Democracia       | PDC     | 116 515 | 29,89 | Senador   |
| Laura Soto González     | Concertación por la Democracia       | PPD     | 113 568 | 29,13 |           |
| Luis Corvalán Lepe      | Alternativa Democrática de Izquierda | PC      | 18 220  | 4,67  |           |
| Eduardo Parra Bartet    | Unión por el Progreso de Chile       | ILE     | 18 038  | 4,63  |           |
| Wilfredo Alfsen Ovando  | La Nueva Izquierda                   | AHV     | 3625    | 0,93  |           |
| Bessi Arriola Contreras | La Nueva Izquierda                   | AHV     | 2683    | 0,69  |           |